# Unione per un Movimento Popolare
L'Unione per un Movimento Popolare (in francese Union pour un mouvement populaire, UMP), inizialmente Unione per la Maggioranza Presidenziale (Union pour la majorité présidentielle), è stato un partito politico francese fondato nel 2002, nato dall'unione di varie formazioni. Nel 2015 l'UMP cambia nome diventando I Repubblicani (Les Républicains).
L'UMP era membro del Partito Popolare Europeo, dell'Internazionale Democratica Centrista e dell'Unione Democratica Internazionale.

## Storia

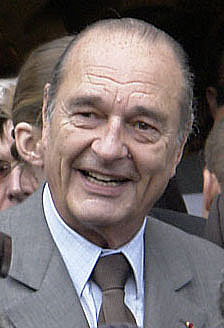
Jacques Chirac, uno dei fondatori dell'UMP

Nell'aprile 2002, in occasione delle elezioni presidenziali (21 aprile-5 maggio) e legislative (9 e 16 giugno), venne creata l'Unione per la Maggioranza Presidenziale (Union pour la majorité présidentielle), un'alleanza elettorale formata da partiti di ispirazione conservatrice, liberale e cristiano-democratica:
- Raggruppamento per la Repubblica, conservatori nazionali/gollisti;
- Democrazia Liberale, liberali conservatori, ex Partito Repubblicano, fuoriuscito dall'UDF.
- Partito Radicale, social-liberali, fuoriuscito dall'UDF.
- Partito Popolare per la Democrazia Francese, centristi.
- alcuni movimenti democristiani fuoriusciti dall'UDF.

Nelle due tornate elettorali, Jacques Chirac ottiene la rielezione Presidente della Repubblica Francese e l'UMP conquista la maggioranza dei seggi alla Camera (33% dei consensi).
Il 17 novembre 2002 le formazioni politiche costituiscono l'Unione per un Movimento Popolare. Il PR (radicali), il CNIP (destra indipendente e tradizionalista) ed il FRS (cristiano-sociali) non si sono sciolti per confluire nel nuovo partito, ma hanno assunto la qualifica di "partiti associati", mantenendo, quindi, una propria autonomia organizzativa, seppur limitata, partecipando però a tutte le consultazioni elettorali con l'UMP; nel frattempo sono nate associazioni culturali, che rappresentano alcune delle varie sensibilità all'interno dell'UMP:
Alle elezioni europee del 2004, l'UMP, privata del traino del Presidente della Repubblica e a causa del sistema elettorale proporzionale, ottenne appena il 17% di voti, contro il 29% del Partito Socialista Francese ed il 12% dell'UDF, presentatasi come l'unica formazione politica pienamente europeista. Alle regionali dello stesso anno, nonostante l'apparentamento in molte regioni con l'UDF, il centro-destra risultò sconfitto in 20 regioni su 22.
L'UMP è il partito dell'ex primo ministro francese François Fillon, nominato il 17 maggio 2007 dal Presidente Sarkozy, e dei suoi più recenti predecessori Dominique de Villepin e Jean-Pierre Raffarin. Nicolas Sarkozy, già ministro degli interni, è il presidente del Partito, ma considerati gli impegni governativi è operativamente sostituito dal "presidente delegato" Jean-Claude Gaudin. È stato il candidato dell'UMP per le elezioni presidenziali 2007, vinte al secondo turno il 6 maggio a discapito della socialista Ségolène Royal.
Alle elezioni politiche del 2007 l'UMP ha eletto 313 deputati, ben 44 seggi in meno del 2002, nonostante un netto incremento in termini percentuali (+6,3%) a tutto svantaggio del Fronte Nazionale. Nel giugno 2008 il CNIP ha deciso di confermare l'adesione all'UMP solo fino alla successiva tornata elettorale.
Alle elezioni presidenziali in Francia del 2012 il leader del partito Nicolas Sarkozy si candida per la riconferma a Presidente della Repubblica francese ma viene sconfitto sia al primo turno dal candidato socialista François Hollande ottenendo il 27% dei voti contro il 28,6% di Hollande, sia al secondo turno (6 maggio), dopo il quale Hollande diventa il 24º presidente della Repubblica Francese.
Nel 2012 il Partito radicale e il CNIP hanno abbandonato l'UMP per aderire alla nuova formazione centrista Unione dei Democratici e Indipendenti.
Sarkozy torna in politica alla guida della coalizione Ump-Udi per le elezioni provinciali di fine marzo 2015 vincendo il primo turno con il 29,4% dei voti rispetto al 25,19% di Marine Le Pen mentre i socialisti e i loro alleati raccolgono il 21,8%..
Il 30 maggio 2015, su proposta di Sarkozy, l'UMP cambia ufficialmente nome diventando I Repubblicani.

## Ideologia
L'UMP è un moderno partito di centro-destra che, fin dalla sua nascita, ha avuto il merito di coinvolgere conservatori, gollisti, liberali classici, democristiani e persino radicali.
Tali anime, nella loro indiscutibile diversità, coesistono all'interno di correnti strutturate.
Nella consapevolezza che la persona debba essere libera, vi è innanzitutto l'avversione al Marxismo ed a ogni dittatura.
La meritocrazia deve essere sempre riconosciuta e funzionale alla libera iniziativa, alla crescita economica e al calo della disoccupazione.
Gli esponenti della destra sociale affermano che lo Stato debba garantire equità e sicurezza sociale, mentre i seguaci delle idee liberali hanno ripetutamente denunciato i limiti dell'assistanat, il "welfare".
I conservatori si oppongono da sempre all'immigrazione clandestina e alle abitudini dei rom, sostenendo piuttosto l'integrazione e l'assimilazione culturale di coloro i quali hanno un valido permesso di soggiorno.
Nel 2012 dirigenti ed elettori hanno discusso di un possibile avvicinamento al Fronte Nazionale.
Alla fine è stato deciso di non procedere con alcuna alleanza elettorale, concetto valevole anche nei riguardi della "sinistra repubblicana".

## Correnti
Sin dalla sua fondazione nel 2002, lo Statuto dell'UMP prevedeva la possibilità di creare correnti formali o movimenti interni al partito per rappresentare le varie famiglie politiche di cui è composto. Tuttavia, per evitare divisioni interne e guerre di leadership, Alain Juppé, Jacques Chirac e successivamente Nicolas Sarkozy hanno "rimandato" il permesso di creazione di tali movimenti organizzati fino a data da destinarsi. Tuttavia, ci fu comunque una buona organizzazione delle componenti ideologiche che ancora compongono l'UMP.
Nel 2012, durante il Congresso del partito nel novembre 2012, il neoeletto presidente Jean-François Copé, di matrice gollista, ha consentito l'organizzazione di movimenti formali ed il pieno riconoscimento delle componenti ideologiche tradizionali.

### Componenti ideologiche tradizionali
- Sarkozysti (Conservatori nazionali): Nicolas Sarkozy, Jean-Claude Gaudin, Jean-Pierre Raffarin, Édouard Balladur, Dominique Bussereau, Michel Barnier, Dominique Perben, Jean-François Mattei, Renaud Donnedieu de Vabres, Charles Millon, Alain Lamassoure, Brice Hortefeux, Joseph Daul, Rachida Dati, Bernard Accoyer, Marie-Hélène Descamps
- I Riformatori (Liberali, orleanisti): Hervé Novelli, Gérard Longuet, Alain Madelin, Patrick Devedjian, Philippe Cochet, Jean-Pierre Soisson, Claude Goasguen, Pierre Lellouche, Luc Chatel, Louis Giscard d'Estaing, Jean-Jacques Descamps
- Democratici e Popolari (Centristi, democristiani): Philippe Douste-Blazy, Pierre Méhaignerie, Adrien Zeller, Jacques Barrot, Nicole Fontaine, Marc-Philippe Daubresse, Alain Joyandet, Antoine Herth
- Neo-Gollisti, precedentemente ribattezzati Chirachensi (gollisti, bonapartisti): Michèle Alliot-Marie, Jacques Chirac, Jean-Louis Debré, Jean-François Copé, Alain Juppé, Patrick Ollier, François Baroin, Xavier Bertrand, Xavier Darcos, Valérie Pécresse, Christine Albanel, Éric Woerth, Roger Karoutchi, Josselin de Rohan, Adrien Gouteyron, Hervé Mariton
  - Gollisti sociali o Séguinisti (Gollisti sociali, socialdemocratici, euroscettici): François Fillon, Roger Karoutchi, Henri Guaino
  - Gollisti di sinistra: Yves Guéna, Alain Marleix
- I Progressisti (liberali sociali, ex-PS): Éric Besson
- Raggruppamento per la Francia (Conservatori nazionali, euroscettici): Charles Pasqua, Lionnel Luca, Jacques Myard, Jean-Jacques Guillet, Philippe Pemezec
- Ecologia Blu (Ambientalismo, liberalismo verde): Nathalie Kosciusko-Morizet

### Correnti
Esse sono state riconosciute ufficialmente durante il Congresso del 2012 e il loro contributo in seno alla Direzione nazionale segue criteri di proporzionalità.
- La Destra Forte (27,77%): Vicina a Nicolas Sarkozy e guidata dai giovani Guillaume Peltier (ex-Fronte Nazionale) e Geoffroy Didier, è ispirata al conservatorismo nazionale.

Tra i temi proposti abbiamo l'opposizione all'aborto e ai matrimoni omosessuali, sgravi fiscali alle imprese che assumono, la salvaguardia dell'identità nazionale, la lotta all'immigrazione clandestina, la meritocrazia, nonché l'abolizione dei finanziamenti pubblici al sindacato.
Altri prestigiosi esponenti sono Bernard Accoyer, Brice Hortefeux, Joseph Daul e Michel Barnier.
- La Destra Sociale (21,69%): Promossa da Laurent Wauquiez, si ispira ai principi di solidarietà del Gollismo.

È inoltre vicina a François Fillon e vuole spezzare il predominio della Sinistra sui temi sociali, riformando profondamente il Welfare.
- Francia Moderna e Umanista (18,17%): Guidata da Jean-Pierre Raffarin e convinta della necessità di una pacifica convivenza con le altre anime del partito, si attesta su posizioni liberali classiche.
- Gollismo, un passo avanti per la Francia (12,31%): Guidata da Michèle Alliot-Marie e Roger Karoutchi, incarna la concezione gollista di Jacques Chirac.

Si oppone all'idea di un incondizionato europeismo e al liberalismo.
- La Destra Popolare (10,87%): Numericamente ridimensionata, al pari de La Destra Forte pone l'accento su questioni come nazionalismo e immigrazione, con una critica al liberismo. Si definisce anche bonapartista

Alcuni la considerano vicina a "Gollismo, un passo avanti per la Francia", in ragione della doppia appartenenza dei suoi membri.

### Partiti associati
I partiti associati, si dividono in quelli francesi come il Partito Cristiano Democratico, il Raggruppamento per la Francia ed I Progressisti, che operano come componenti ideologiche tradizionali e sotto le insegne dell'UMP, e quelli d'oltremare come O Porinetia Per Tatou Ai'a in Polinesia francese e Il Raggruppamento-UMP in Nuova Caledonia, che fungono come braccio locale dell'UMP.

## Scissioni
- 2008 – Debout la France

## Struttura

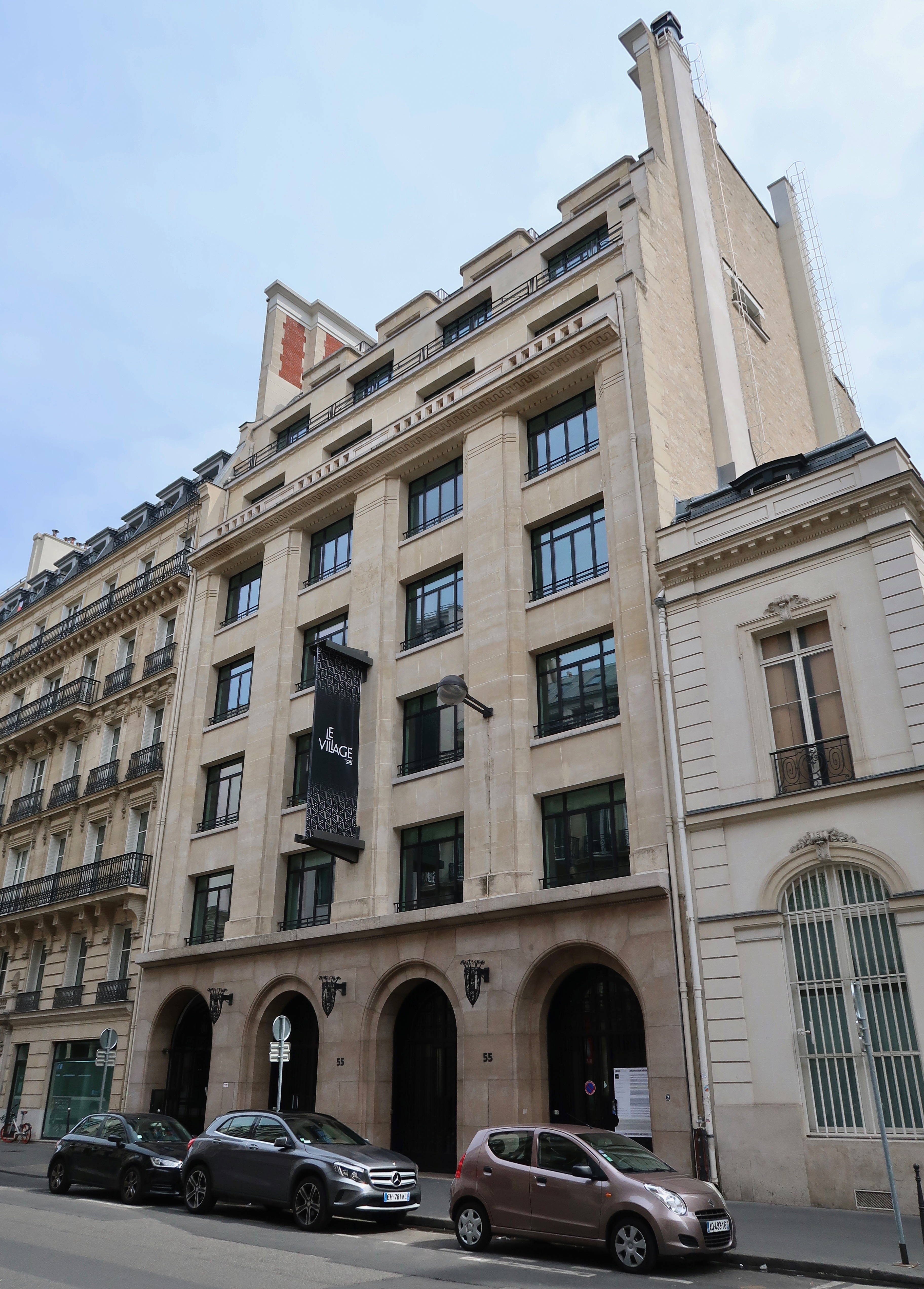
Sede dell'UMP dal 2002 al 2011, al numero 55 rue La Boétie

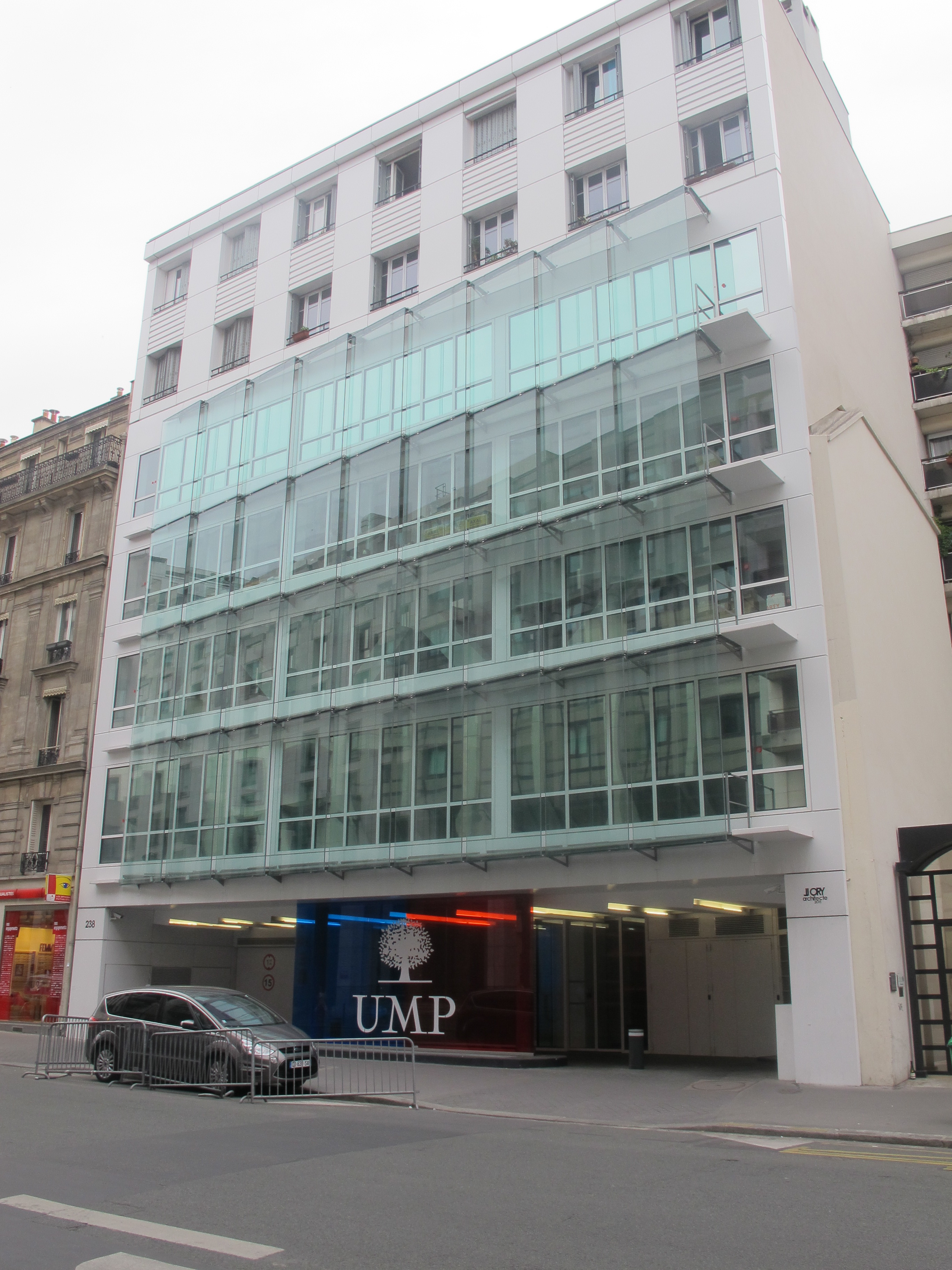
Sede dell'UMP dal 2011 al 2015, al numero 238 rue de Vaugirard

### Presidenti
| N° | Ritratto                                                                                  | Presidente         | Inizio           | Fine           | Note |
| --- | ----------------------------------------------------------------------------------------- | ------------------ | ---------------- | -------------- | --- |
| 1 | Alain Juppé (ministre français des Affaires étrangères) le 6 juin 2011, à Washington D.C. | Alain Juppé        | 17 novembre 2002 | 16 luglio 2004 | Eletto al Congresso del 2002 come primo leader del partito, dovette confrontarsi con gli scarsi risultati ottenuti dall'UMP alle elezioni regionali del 2004 (la destra mantenne solo due regioni su ventisei) e alle elezioni europee. La dichiarazione di ineleggibilità, espressa il 30 gennaio 2004, lo spinse a lasciare l'incarico. |
| Jean-Claude Gaudin assumerà la leadership ad interim dal 16 luglio 2004 al 28 novembre 2004                        |                                                                                           |                    |                  |                | |
| 2 |                                                                                           | Nicolas Sarkozy    | 28 novembre 2004 | 14 maggio 2007 | Il 1º settembre 2004, Nicolas Sarkozy ha ufficialmente annunciato la sua candidatura alla presidenza dell'UMP in seguito alle dimissioni di Alain Juppé. Jacques Chirac aveva tuttavia intimato a Nicolas Sarkozy di scegliere tra quest'ultimo incarico e il ministero. Dopo aver scelto di assumere la guida dell'UMP, Nicolas Sarkozy è comunque tornato al governo nel 2005, mantenendo la presidenza del partito. Ha lasciato l'incarico il 14 maggio 2007, il giorno prima di prestare giuramento come Presidente della Repubblica. Jean-Claude Gaudin ha assunto l'incarico ad interim per la seconda volta fino al 7 luglio 2007. Non avrebbe avuto un successore diretto, poiché Nicolas Sarkozy desiderava che la carica di presidente fosse congelata durante il suo mandato presidenziale.                         |
| Vacanza alla presidenza dell'UMP dal 2007 al 2012 (il segretario generale è a capo del partito)                    |                                                                                           |                    |                  |                | |
| 3 |                                                                                           | Jean-François Copé | 19 novembre 2012 | 15 giugno 2014 | Dopo la sconfitta di Nicolas Sarkozy alle elezioni presidenziali francesi del 2012, l'elezione del nuovo presidente dell'UMP del 2012, che ha avuto luogo il 18 novembre, ha dato ai membri la possibilità di eleggere il proprio presidente. L'ultima elezione per la presidenza si era tenuta nel 2004. Jean-François Copé è stato eletto di gran misura contro l'ex Primo ministro François Fillon, con la conseguente contestazione dei risultati da parte dei sostenitori di Fillon e la creazione di un gruppo parlamentare separato all'Assemblea nazionale. Un accordo è stato finalmente raggiunto il mese successivo, con Copé che ha mantenuto la leadership del partito. Si è dimesso nel giugno 2014, in seguito a uno scandalo riguardante il finanziamento dell'UMP durante le elezioni presidenziali del 2012. |
| Direzione congiunta dell'UMP dal giugno 2014 al dicembre 2014 (Alain Juppé, Jean-Pierre Raffarin, François Fillon) |                                                                                           |                    |                  |                | |
| 4 |                                                                                           | Nicolas Sarkozy    | 2 dicembre 2014  | 30 maggio 2015 | Nicolas Sarkozy è stato eletto presidente dell'UMP dagli iscritti con il 64,50% dei voti, contro Bruno Le Maire (29,18%) e Hervé Mariton (6,32%). |

### Vicepresidenti
| | Jean-Claude Gaudin         | 17 novembre 2002 | 14 maggio 2007 | Eletto al Congresso del 2002 come vicepresidente di Alain Juppé, rimane al suo posto quando Nicolas Sarkozy gli succede. Ricopre la carica di presidente ad interim nel 2004, poi nel 2007, fino alla sospensione della presidenza.                      |
| Vacanza della vicepresidenza esecutiva dal 2007 al 2012 (Jean-Pierre Raffarin, Jean-Claude Gaudin e Pierre Méhaignerie sono vicepresidenti del Consiglio nazionale del partito)                                                                       |                            |                  |                | |
| | Luc Chatel                 | 19 novembre 2012 | 15 giugno 2014 | Eletto al Congresso del 2012 con il ticket Jean-François Copé e Michèle Tabarot. A seguito dell'accordo raggiunto tra François Fillon e Jean-François Copé, diventa vicepresidente delegato il 15 gennaio 2013. Vengono poi nominati i "vicepresidenti". |
| Vicepresidenti nominati nel gennaio 2013: Laurent Wauquiez, Jean-Claude Gaudin, Christian Estrosi, Brice Hortefeux, Roger Karoutchi, Gérard Longuet et Henri de Raincourt.                                                                            |                            |                  |                | |
| Vicepresidenti nominati nel febbraio 2013: Hubert Falco, Rachida Dati, Hervé Gaymard, Christian Kert, Jean-François Lamour, Jean-Paul Fournier, Jean-Pierre Audy, Guillaume Peltier, Jean Leonetti, Thierry Mariani, Patrick Ollier e Bernard Perrut. |                            |                  |                | |
| | Nathalie Kosciusko-Morizet | 4 dicembre 2014  | 30 maggio 2015 | Nominata da Nicolas Sarkozy dopo la sua elezione a capo dell'UMP. |

### Segretari generali
| Ritratto | Segretario generale   | Mandato           | Mandato           | Note |
| -------- | --------------------- | ----------------- | ----------------- | --- |
|          | Philippe Douste-Blazy | 17 novembre 2002  | 28 novembre 2004  | Eletto con Alain Juppé al congresso del 2002, venne sostituito quando Nicolas Sarkozy divenne presidente del partito. |
|          | Pierre Méhaignerie    | 28 novembre 2004  | 25 septembre 2007 | Il 7 luglio 2007, la carica di presidente dell'UMP viene congelata, il segretario generale diventa il nuovo leader del partito. |
|          | Patrick Devedjian     | 25 settembre 2007 | 5 dicembre 2008   | Inizialmente vicesegretario generale, Patrick Devedjian divenne segretario generale dell'UMP nel 2007, fino alla sua nomina, il 5 dicembre 2008, al Ministero responsabile per l'attuazione del piano di ripresa. |
|          | Xavier Bertrand       | 8 dicembre 2008   | 17 novembre 2010  | Dopo l'ingresso di Patrick Devedjian nel governo, venne nominato segretario generale ad interim dell'UMP l'8 dicembre 2008. Lasciò il governo Fillon durante il rimpasto del 15 gennaio 2009 e assunse la guida dell'UMP il 24 gennaio 2009. Quando fu formato il governo Fillon III, il 14 novembre 2010, divenne ministro del lavoro, dell'occupazione e della salute e si dimise dalla segreteria generale dell'UMP tre giorni dopo. |
|          | Jean-François Copé    | 17 novembre 2010  | 19 novembre 2012  | Il 7 novembre 2010, Jean-François Copé diventa segretario generale dell'UMP, in sostituzione di Xavier Bertrand, nominato membro del governo. |
|          | Michèle Tabarot       | 19 novembre 2012  | 15 giugno 2014    | Eletta al congresso del 2012 dell'Unione per un Movimento Popolare con lo stesso ticket di Jean-François Copé e di Luc Chatel, il 15 gennaio 2013 Valérie Pécresse è stata nominata vicesegretaria generale e Marc-Philippe Daubresse vicesegretario generale |
|          | Luc Chatel            | 15 giugno 2014    | 4 dicembre 2014   | Designato il 10 giugno 2014, su proposta di Alain Juppé, François Fillon e Jean-Pierre Raffarin. |
|          | Laurent Wauquiez      | 5 dicembre 2014   | 30 maggio 2015    | Nominato il 5 dicembre 2014 da Nicolas Sarkozy. |

### Tesorieri nazionali
| Ritratto | Tesoriere         | Mandato | Mandato |
| -------- | ----------------- | ------- | ------- |
|          | Éric Woerth       | 2002    | 2010    |
|          | Dominique Dord    | 2010    | 2012    |
|          | Catherine Vautrin | 2012    | 2014    |
|          | Jacques Laisné    | 2014    | 2014    |
|          | Daniel Fasquelle  | 2014    | 2015    |

### Presidenti dei gruppi parlamentari

#### Assemblea nazionale
- Jacques Barrot (2002–2004)
- Bernard Accoyer (2004–2007)
- Jean-François Copé (2007–2010)
- Christian Jacob (2010–2015)

#### Senato
- Josselin de Rohan (2002–2008)
- Henri de Raincourt (2008–2009)
- Gérard Longuet (2009–2011)
- Jean-Claude Gaudin (2011–2015)

## Nelle istituzioni

### Presidenti della Repubblica
- Jacques Chirac (1995–2007)[9]
- Nicolas Sarkozy (2007–2012)

### Primi ministri
- Jean-Pierre Raffarin (2002–2005)
- Dominique de Villepin (2005–2007)
- François Fillon (2007–2012)

### Presidenti del Consiglio costituzionale
- Yves Guéna (2000–2004)
- Pierre Mazeaud (2004–2007)
- Jean-Louis Debré (2007–2016)

### Presidenti del Senato
- Christian Poncelet (1998–2008)
- Gérard Larcher (2008–2011 e dal 2014)

### Presidenti dell'Assemblea nazionale
- Jean-Louis Debré (2002–2007)
- Patrick Ollier (2007)
- Bernard Accoyer (2007–2012)

## Risultati elettorali

### Presidente della Repubblica
| Anno | Candidato       | Voti 1º turno | % 1º turno | Voti 2º turno | % 2º turno | Risultato  |
| ---- | --------------- | ------------- | ---------- | ------------- | ---------- | ---------- |
| 2002 | Jacques Chirac  | 5.665.855     | 19,88      | 25.540.873    | 82,21%     | eletto     |
| 2007 | Nicolas Sarkozy | 11.448.663    | 31,18      | 18.983.138    | 53,06      | eletto     |
| 2012 | Nicolas Sarkozy | 9.753.629     | 27,18      | 16.860.685    | 48,36      | non eletto |

### Assemblea nazionale
| Anno | Voti 1º turno | % 1º turno | Voti 2º turno | % 2º turno | Seggi     | Risultato   |
| ---- | ------------- | ---------- | ------------- | ---------- | --------- | ----------- |
| 2002 | 8.408.023     | 33,30      | 10.026.669    | 47,26      | 358 / 577 | maggioranza |
| 2007 | 10.289.737    | 39,54      | 9.460.710     | 46,37      | 313 / 577 | maggioranza |
| 2012 | 7.037.268     | 27,12      | 8.740.628     | 37,95      | 194 / 577 | opposizione |

### Senato
| Anno | Seggi membri | Seggi affiliati | Seggi apparentati | Seggi totale | Seggi % | Risultato   |
| ---- | ------------ | --------------- | ----------------- | ------------ | ------- | ----------- |
| 2004 | 145          | 5               | 6                 | 156 / 348    | 47,1%   | maggioranza |
| 2008 | 137          | 4               | 10                | 151 / 348    | 44,0%   | maggioranza |
| 2011 | 120          | 1               | 11                | 132 / 348    | 37,9%   | opposizione |
| 2014 | 126          | 4               | 13                | 143 / 348    | 41,1%   | maggioranza |

### Parlamento europeo
| Anno | Voti      | %     | Seggi   |
| ---- | --------- | ----- | ------- |
| 2004 | 2.856.368 | 16,64 | 17 / 74 |
| 2009 | 4.799.908 | 27,88 | 24 / 74 |
| 2014 | 3.943.819 | 20,80 | 20 / 74 |

### Regioni
| Anno           | Voti 1º turno              | % 1º turno                     | Voti 2º turno                      | % 2º turno | Eletti      | Presidenti |
| -------------- | -------------------------- | ------------------------------ | ---------------------------------- | ---------- | ----------- | ---------- |
| 2004           | 8.179.866 (Coalizione CDX) | 33,73%                         | 9.519.416 (Coalizione di CDX)      | 36,84%     | 522/ 1880   | 2 / 26     |
| 2010           | 5.066.942                  | 26,02%(Maggioranza di Sarkozy) | 7.497.549 (Maggioranza di Sarkozy) | 27,79%     | 340 / 1.749 | 3 / 26     |
| 2015 (come LR) | 42.340                     | 0,20% (solo LR)                | 10.127.617 (Union de la Droite)    | 42,83%     | 832 /1914   | 8 / 13     |

### Cantoni poi Dipartimenti
| Anno | Voti 1º turno | % 1º turno | Voti 2º turno | % 2º turno | Eletti      | Presidenti |
| ---- | ------------- | ---------- | ------------- | ---------- | ----------- | ---------- |
| 2004 |               |            |               |            | 468 / 2.034 | 37 / 100   |
| 2008 |               |            |               |            | 514 / 2.020 | 30 / 100   |
| 2011 |               |            |               |            | 369 / 2.026 | 27 / 101   |
| 2015 | 1.337.267     | 6,56%      | 1.596.839     | 8,64%      | 1080/4416   | 70 / 101   |

### Comuni
| Anno | Voti 1º turno | % 1º turno                                                  | Voti 2º turno | % 2º turno | Comuni con più di 100.000 ab. |
| ---- | ------------- | ----------------------------------------------------------- | ------------- | ---------- | ----------------------------- |
| 2008 | 4.032.663     | 25,04%(Dato riferito all'intera coalizione di centrodestra) | 2.012.644     | 26,45%     | 11 / 40                       |
| 2014 | 1.518.557     | 6,90% (Solo l'UMP)                                          | 726.654       | 7,24%      | 20 / 41                       |